# Тертл Лејк (Северна Дакота)
Тертл Лејк (енгл. Turtle Lake) град је у америчкој савезној држави Северна Дакота.

## Демографија
По попису из 2010. године број становника је 581, што је 1 (0,2%) становника више него 2000. године.
| Група             | 2000.       | 2010.       |
| Белци             | 573 (98,8%) | 554 (95,4%) |
| Афроамериканци    | 0 (0,0%)    | 2 (0,3%)    |
| Азијати           | 1 (0,2%)    | 1 (0,2%)    |
| Хиспаноамериканци | 0 (0,0%)    | 1 (0,2%)    |
| Укупно            | 580         | 581         |